# 고에도호
고에도호(일본어: 小江戸, こえど)는 일본 세이부 철도 신주쿠 선을 운행하는 특급열차이다. 운행구간은 세이부 신주쿠 역에서 혼카와고에 역까지이다.
차량은 뉴 레드 애로(New Red Arrow) 열차가 투입 된다.

## 특징
모든 열차가 지정좌석제로 운영되며, 특급권을 별도로 구매하여야 승차할 수 있다.
고에도라는 이름은 가와고에에 있는 거리에서 유래되었다.

### 정차역
세이부 신주쿠 - 다카다노바바 - （히가시무라야마）- 도코로자와 - 사야마 시 - 혼카와고에
- 다카다노바바, 도코로자와, 사야마 시는 2면 2선 승강장이기 때문에 특급 전용 개찰구가 없음.
- 히가시무라야마는 매년 6월 무렵에 임시로 정차.

## 차량
- 10000계

## 연혁
이케부쿠로 선과는 달리 세이부 초기 특급 차량인 5000계가 고에도호에 투입되지는 않았다.
다만, 1976년부터 1993년까지 주말이나 휴일에 한하여, 오쿠지치부 호가 세이부 신주쿠 - 세이부 지치부 구간에 1왕복 운행되었다. 또한, 홈 라이너와 같은 형태로 시험적으로 무사시 호를 저녁에 차고가 있는 도코로자와 역까지 1편 운행하고 있었다.
- 1976년: 세이부 신주쿠 - 세이부 지치부 구간을 운행하는 오쿠지치부 호 운행 시작. 또한, 차량 회송을 목적으로 세이부 신주쿠 -> 도코로자와 구간에 무사시 호가 운행.

당시 정차역은 세이부 신주쿠 - 도코로자와 - 한노 - 아시가쿠보 - 세이부 지치부
- 1980년: 도코로자와 -> 세이부 신주쿠 구간에도 무사시 호 운행 개시.
- 이후에 다카다노바바에도 정차하기 시작.
- 1986년: 하행만 무사시 호의 운행 구간을 연장. (세이부 신주쿠 → 혼코와고에, 도코로자와 → 세이부 신주쿠)
- 1993년: 전용 차량인 10000계를 도입. 본격적인 고에도호 운행 개시.
- 2003년부터 축제 관계로 히가시무라야마에 임시 정차 실시. 단, 2006년에는 임시 정차를 하지 않음.
- 2010년 : 시각표 개정으로 하행선 막차가 혼카와고에에 도착하는 시간이 다음날로 넘어가는 형태가 됨.

## 같이 보기
- 지치부, 무사시, 돔 호